# 김승건

## 클럽 경력
김승건은 2021년 서울중랑축구단에서 성인 무대에 데뷔했으며, 이후 양주시민축구단(2022), 김해시청(2023) 등 K3·K4리그 팀을 거쳐 2024년 화성 FC에 입단했다.  
2025년 화성 FC가 K리그2로 승격하면서 함께 잔류하며 주전 골키퍼로 활약 중이다.

## 프로 통계
- K3리그 2024: 주전 골키퍼로 풀타임 출전
- K리그2 2025 (7월 기준): 13경기 출전, 2클린시트, 76.3% 선방률

## 수상
- K리그2 2025시즌 4라운드 베스트11 선정

## 특징
189cm의 큰 키와 안정적인 수비 리딩 능력, 반사 신경을 바탕으로 공중볼 처리에 강점을 가진다. 꾸준한 자기 관리와 경기 집중력으로 ‘자수성가형’ 골키퍼로 평가받는다.